# Kett Kadagys
Kett Kadagys (tidl. Kett Lützhøft Jensen) (født 26. maj 1972) er en dansk skuespiller og manuskriptforfatter.
Hun blev uddannet skuespiller fra Skuespillerskolen ved Odense Teater i 2000 og manuskriptforfatter fra Den Danske Filmskole i 2007. I årene 1994-96 var hun danser i danseteatret Cirk.
Hun har som skuespiller medvirket i bl.a. tv-serien Skjulte spor på TV3, samt forestillingerne Sælsomt mellemspil og Renset på Det kongelige Teater, Gasolin' teaterkoncert på Det Danske Teater og Mine to søstre og Jesus Hopped The A-train på teatret Svalegangen.
Som dramatiker debuterede hun med Sange om tæsk, der spillede på Teater Momentum i Odense i 2004.

## Filmografi (som skuespiller)

### Spillefilm
- Ambulancen (2005)

### Tv-serier
- Skjulte spor (2000-2001)